# 克魯普昌西克
49°34′18″N 39°25′58″E / 49.57167°N 39.43278°E
克魯普昌斯凱（烏克蘭語：Крупчанське）是位於烏克蘭東部的村莊，由盧甘斯克州舊比利斯克區的馬爾基夫卡市鎮負責管轄。該村始建於1930年，面積0.22平方公里，海拔高度164米，2001年人口202，人口密度每平方公里918.2人。

## 參见
- Погода в селі Крупчанське （页面存档备份，存于）